# Greenfield (Minnesota)
Greenfield é uma cidade localizada no estado americano do Minnesota, no Condado de Hennepin.

## Demografia
Segundo o censo americano de 2000, a sua população era de 2544 habitantes.
Em 2006, foi estimada uma população de 3042, um aumento de 498 (19.6%).

## Geografia
De acordo com o United States Census Bureau tem uma área de 55,6 km², dos quais 52,9 km² cobertos por terra e 2,7 km² cobertos por água.

## Localidades na vizinhança
O diagrama seguinte representa as localidades num raio de 12 km ao redor de Greenfield.